# لمور سرخاکستری
 لمور سرخاکستری (نام علمی: Eulemur cinereiceps) نام یک گونه از تیره لموریان است.